# 米尼奥省

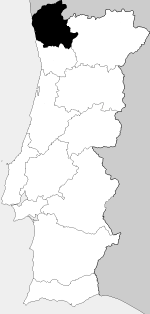
米尼奧省

米尼奧（葡萄牙語：Minho，葡萄牙語發音：[miɲu]）是葡萄牙歷史上的一个省份，位於該國西北端。首府布拉加。今日為北部大區的一部分。